# Kilelo-Wasserfall
Der Kilelo (Quilelo) ist ein osttimoresischer Wasserfall im Nordwesten der Gemeinde Ainaro. Der Kilelo, ein Quellfluss des Belulik, stürzt hier einige Meter in ein Becken. Der Fluss verläuft entlang der Grenze der Sucos Ainaro und Mau-Ulo. Nordwestlich liegt in der Nähe die Stadt Ainaro.
In dem bewaldeten Gebiet finden sich unter anderem die Libellen Schwarzer Sonnenzeiger (Trithemis festiva) und Rhinocypha pagenstecheri timorana.